# Rednek
Rednek (szerbül Врдник / Vrdnik) falu Szerbiában, Vajdaságban, a Szerémségi körzetben.

## Fekvése
A Szerémségben, Ürög délnyugati szomszédságában fekszik, közigazgatásilag Üröghöz tartozik.

## Története
Határában a Tarcal-hegységben (Fruska Gora) állnak egykori várának romjai,
melyet 1315-től említenek, amikor Demeter érsek itt keltez.
A trianoni békeszerződésig Szerém vármegye Iregi járásához tartozott. 2002-ben 3704 lakosából 2769 szerb, 131 jugoszláv, 86 magyar és 78 szlovén volt.

## Demográfiai változások
| 1948 | 1953 | 1961 | 1971 | 1981 | 1991 | 2002 | 2011 |
| ---- | ---- | ---- | ---- | ---- | ---- | ---- | ---- |
| 4070 | 4153 | 4610 | 4072 | 3612 | 3495 | 3704 | 3092 |

### Etnikai összetétel
2002-ben:

## Nevezetességek
- Termálfürdő

## Külső hivatkozások
- A termálfürdő honlapja